# Mistrzostwa Panamerykańskie w Judo 1994
20. Mistrzostwa panamerykańskie w judo odbywały się w dniach 8-9 października 1994 roku w Santiago. W tabeli medalowej tryumfowali judocy z Kuby.

## Klasyfikacja medalowa
Gospodarz zawodów został zaznaczony kolorem.
| Miejsce | Państwo           |    |    |    | Razem |
| ------- | ----------------- | -- | -- | -- | ----- |
| 1       | Kuba              | 10 | 2  | 4  | 16    |
| 2       | Argentyna         | 3  | 1  | 6  | 10    |
| 3       | Brazylia          | 2  | 3  | 8  | 13    |
| 4       | Kanada            | 1  | 4  | 5  | 10    |
| 5       | Stany Zjednoczone | 0  | 4  | 5  | 9     |
| 6       | Kolumbia          | 0  | 1  | 1  | 2     |
| 7       | Dominikana        | 0  | 1  | 0  | 1     |
| 8       | Ekwador           | 0  | 0  | 1  | 1     |
| 8       | Meksyk            | 0  | 0  | 1  | 1     |
| 8       | Chile             | 0  | 0  | 1  | 1     |
| Razem   | Razem             | 16 | 16 | 32 | 64    |

## Medaliści

### Mężczyźni
| Konkurencja: | Złoto:             | Srebro:            | Brąz:                                  |
| −56 kg       | Rodolfo Yamayose   | Mickey Matsumoto   | Ismady Alonso Pablo Gómez              |
| −60 kg       | Manolo Poulot      | Brian Mariana      | Carlos Bortole Ricardo Acuña           |
| −65 kg       | Israel Hernández   | Henrique Guimarães | Taro Tan Francisco Morales             |
| −71 kg       | Jean Pierre Cantin | Erick de la Paz    | Sebastián Alquati Sérgio Oliveira      |
| −78 kg       | Gastón García      | Renato Dagnino     | Armando Maldonado Marcus Dawson        |
| −86 kg       | Carlos Honorato    | Nicolas Gill       | Andrés Franco Pablo Elisii             |
| −95 kg       | Jorge Aguirre      | Belarmino Salgado  | Rafael Hueso Daniel Dell'Aquila        |
| ponad 95 kg  | Frank Moreno       | Orlando Baccino    | James Kendrick José Mario Tranquillini |

### Kobiety
| Konkurencja: | Złoto:           | Srebro:             | Brąz:                               |
| −45 kg       | Mirledis Turro   | Patricia Ibarra     | Patricia Melgarejo Gisella Naula    |
| −48 kg       | Amarilis Savón   | Hillary Wolf        | Carolyne Lepage Andréa Berti        |
| −52 kg       | Carolina Mariani | Nathalie Gosselin   | Legna Verdecia Denise Buengermino   |
| −56 kg       | Driulis González | Renee Hock          | Ángela Valles Ninfa Álvarez         |
| −61 kg       | Ileana Beltrán   | Michelle Buckingham | D'Anya Bierria Cristiane Parmigiano |
| −66 kg       | Odalis Revé      | Dulce Piña          | Sharon Seibel Sophie Roberge        |
| −72 kg       | Yahima Ramirez   | Grace Jividen       | Niki Jenkins Luciana Satiko Ohi     |
| ponad 72 kg  | Daima Beltrán    | Edilene Andrade     | Carol Scheid Silvana Filippi        |